# L'illa Diagonal

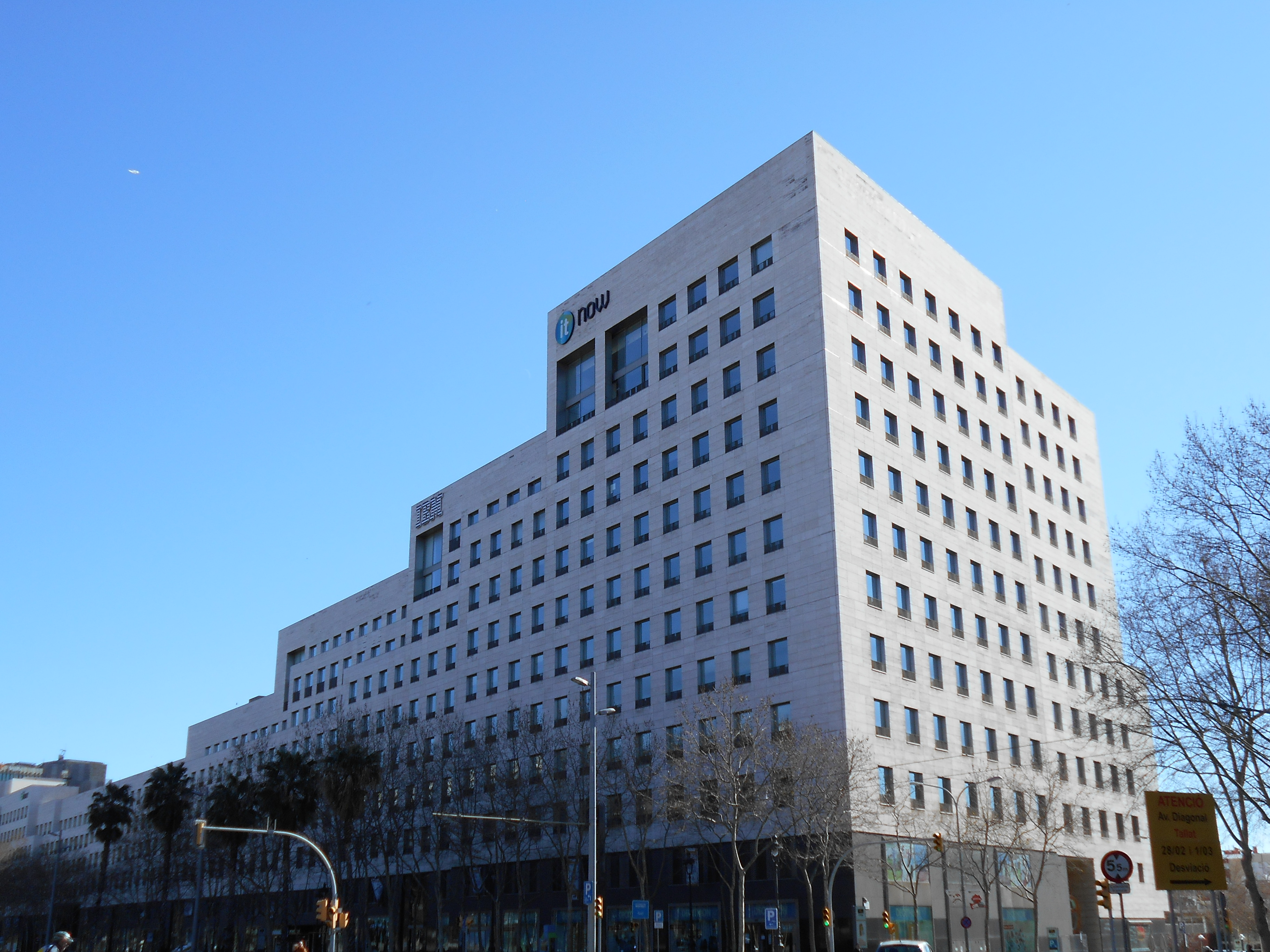
Trecho da fachada da Illa Diagonal

L'illa Diagonal é uma supermanzana localizada na avenida Diagonal, no bairro de Les Corts, em Barcelona.
Nessa quadra, funcionam o centro comercial de mesmo nome (conhecido somente como "L'illa"), salas comerciais, hotéis, instituições de ensino e um auditório. No centro da quadra há uma praça completamente aberta ao público. Em um texto de 1993, Josep Maria Montaner se referiu a esse projeto como a maior operação de iniciativa privada dos últimos tempos.
Os diversos usos da quadra foram finalizados em tempos diferentes, sendo que o primeiro foi a hotelaria, inaugurada em 1992 para atender aos Jogos Olímpicos de Barcelona. O centro comercial seria inaugurado no ano seguinte, em 1993. O projeto foi um importante marco no desenvolvimento de Barcelona, pois foi o primeiro dos diversos centros comerciais que seriam construídos na cidade durante a década de 1990.

## Arquitetura
Após ganharem um "Concurso Internacional de Ideias" em 1986, os arquitetos espanhóis Rafael Moneo e Manuel de Solà-Morales foram escolhidos como responsáveis por desenvolver o projeto dessa supermanzana.
O projeto possui uma área de 180.000m², e custou 180.180.000 €. Os clientes foram o Grupo Sanahuja e o Grupo Winterthur (atualmente, AXA Seguros). A construtora foi a Agromán-Holzmann.
A fachada voltada à avenida Diagonal possui uma linguagem que remete ao 30 Rockefeller Plaza, em Manhattan. Com 334 metros de fachada junto à avenida Diagonal, o edifício principal da L'illa é muitas vezes referenciado como um "arranha-céu deitado".

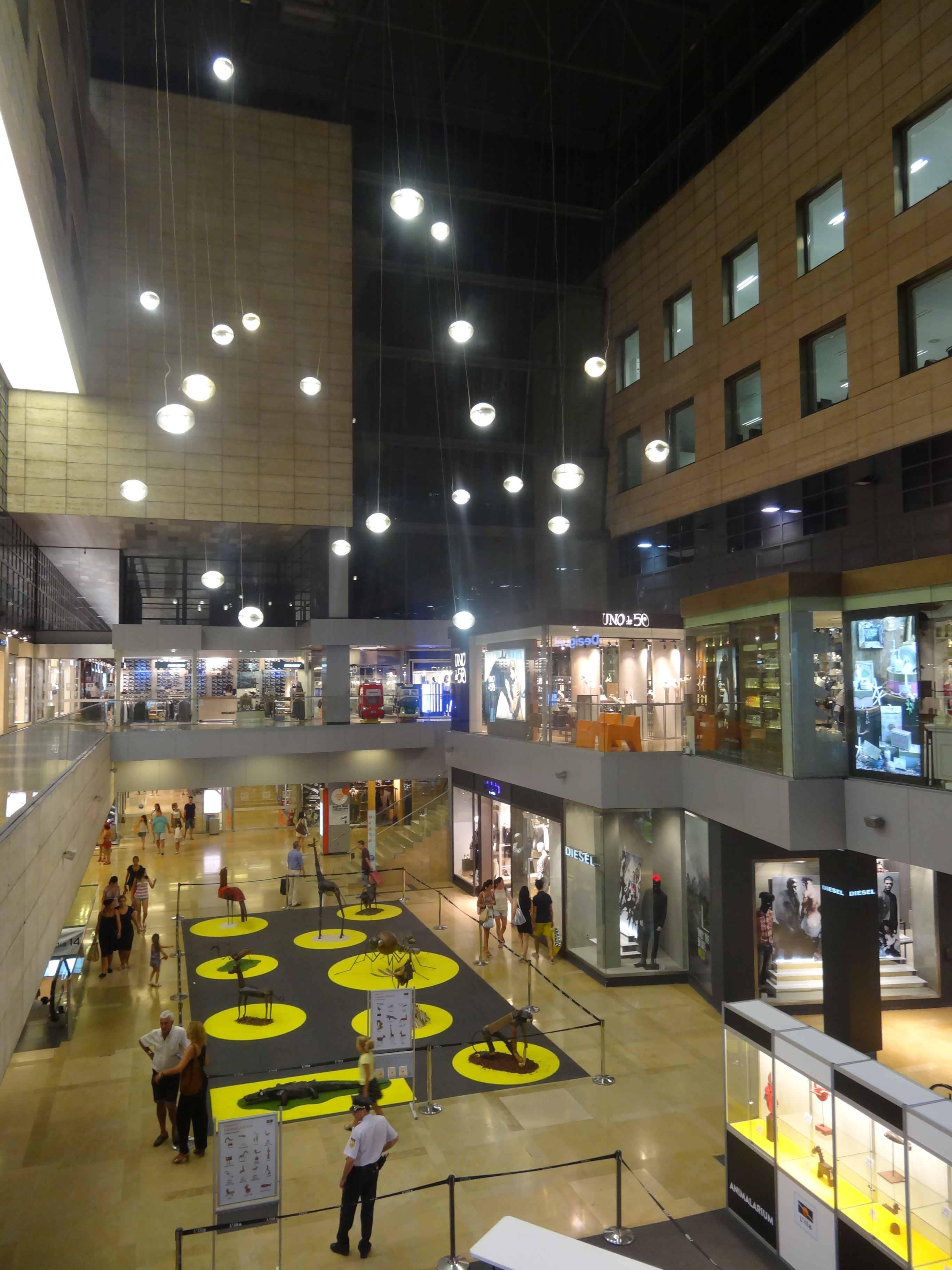
Interior do centro comercial L'illa

Quanto à disposição dos edifícios na quadra, os arquitetos fazem uma referência à quadra de Cerdá, porém subvertendo a lógica original. Enquanto a quadra de Cerdá é extremamente adensada e impenetrável ao público, a L'illa tem no seu centro um parque público, com os edifícios dispostos ao seu redor. Além disso, o edifício principal da L'illa (que se adensa no limite do lote, como a quadra de Cerdá) vira suas "costas" (sua fachada menos interessante e mais monótona) ao exterior da quadra, enquanto a fachada voltada para a praça interna é mais interessante e moderna, com aberturas maiores.

### Urbanismo
A relação da L'illa Diagonal com seu entorno foi um dos pontos principais do projeto. Os arquitetos fizeram o possível para manter o tecido urbano, o fluxo de pedestres e de carros. Dentre as soluções nesse sentido, as principais foram:
- Prolongamento da Carrer de Constança, que agora passa por baixo do centro comercial L'illa e da Avenida Diagonal, facilitando o trânsito entre os bairros Les Corts e Sarriá. Há também um acesso ao centro comercial por essa rua.
- Fechamento do trecho final da Carrer d'Anglesola, logo antes do seu cruzamento com a Diagonal, porém mantendo o desenho da rua como uma das galerias internas do centro comercial.
- Criação da Carrer de Pau Romeva, separando o restante do lote com o edifício já existente da Carrer d'Entença.

O desenvolvimento do projeto, assim como diversas pranchas e detalhamentos, podem ser vistos na tese de doutorado de Lluís Tobella Farran, que teve como orientador o próprio Solà-Morales, na Universidade Politécnica da Catalunha.